# Coryphantha ramillosa
Coryphantha ramillosa ist eine Pflanzenart in der Gattung Coryphantha aus der Familie der Kakteengewächse (Cactaceae). Das Artepitheton ramillosa leitet sich vom Diminutiv des lateinischen Substantives ramus für ‚Zweig‘ sowie -osus für ‚voller‘ ab und verweist auf die Ähnlichkeit der dichten Bedornung mit kleinen Ästchenbündeln. Englische Trivialnamen sind „Big Bend Cory-Cactus“ und „Bunched Cory-Cactus“.

## Beschreibung
Coryphantha ramillosa wächst meist einzeln, verzweigt aber manchmal und bildet dann Gruppen. Die kugelförmigen bis breit verkehrt eiförmigen, dunkel graugrünen bis grasgrünen Triebe erreichen bei Durchmessern von 6 bis 10 Zentimeter Wuchshöhen von 6 bis 9 Zentimeter. Der Triebscheitel ist häufig niedergedrückt. Die aufsteigenden  konischen Warzen sind bis zu 20 Millimeter lang. Nektardrüsen sind in der Regel nicht vorhanden. Die bis zu vier weißlichen Mitteldornen sind abstehend oder ausgebreitet, gerade bis etwas gebogen und gelegentlich struppig oder verdreht. Sie sind  1,7 bis 4 Zentimeter lang. Die elf bis 20 weißlichen, 0,9 bis 3,5 Zentimeter langen Randdornen sind in der Regel gerade.
Die hell rosafarbenen bis tief rosapurpurfarbenen oder gelben glänzenden Blüten erreichen Längen von 3,5 bis 6,5 Zentimeter und Durchmesser von 3 bis 5 Zentimeter. Die sehr fleischigen dunkelgrünen bis hell graugrünen Früchte weisen Längen von bis 2,1 Zentimeter auf.

## Verbreitung, Systematik und Gefährdung
Coryphantha ramillosa ist in den Vereinigten Staaten im Südwesten des Bundesstaates Texas sowie den mexikanischen Bundesstaaten Coahuila und Chihuahua verbreitet.
Die Erstbeschreibung durch Ladislaus Cutak wurde 1942 veröffentlicht. Ein nomenklatorisches Synonym ist Mammillaria ramillosa (Cutak) D.Weniger (1970, nom. inval. ICBN-Artikel 33.3).
Es werden folgende Unterarten unterschieden:
- Coryphantha ramillosa subsp. ramillosa
- Coryphantha ramillosa subsp. santarosa Dicht & A.Lüthy

In der Roten Liste gefährdeter Arten der IUCN wird die Art als „Least Concern (LC)“, d. h. als nicht gefährdet geführt. Die Unterart wurde nicht separat erfasst.

## Nachweise